# Muhu (eiland)
Muhu (Duits: Mohn of Moon) is het op twee na grootste eiland van Estland, gelegen tussen Saaremaa en het vasteland. Bestuurlijk vormt het eiland één gemeente met dezelfde naam, die tot de provincie (maakond) Saaremaa behoort. Muhu telde 1872 inwoners in 2020 en heeft een oppervlakte van 206,1 km². De zeestraten die het eiland van het vasteland respectievelijk van Saaremaa scheiden, heten Suur Väin en Väike Väin, wat respectievelijk Grote en Kleine Straat betekent. De hoofdplaats van het eiland is Liiva.
Muhu is sinds 1896 met het buureiland Saaremaa verbonden met een dam, waarover een weg loopt. Tussen het plaatsje Kuivastu en Virtsu op het vasteland wordt een veerdienst onderhouden.
De historische kerk van Muhu, de Catharinakerk uit 1267, bevindt zich in Liiva, dat midden op het eiland ligt. Naast deze lutherse kerk heeft het eiland nog twee orthodoxe kerken, die beide aangesloten zijn bij de Estische Apostolisch-Orthodoxe Kerk, in Hellamaa en Rinsi. In Koguva, aan de westkust, is een etnografisch museum gevestigd rond het geboortehuis van de schrijver Juhan Smuul.
De vier grootste plaatsen op het eiland zijn Liiva, Kallaste, Linnuse en Hellamaa. Daarnaast liggen er nog 48 kleinere plaatsen. Alle plaatsen op het eiland hebben de status van dorp (Estisch: küla).

## Foto's

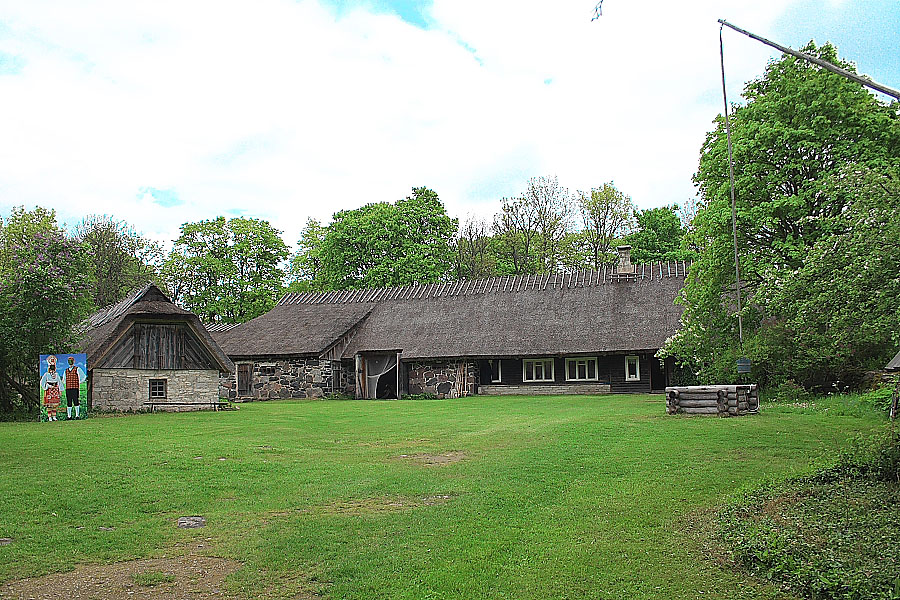
Muhu museum
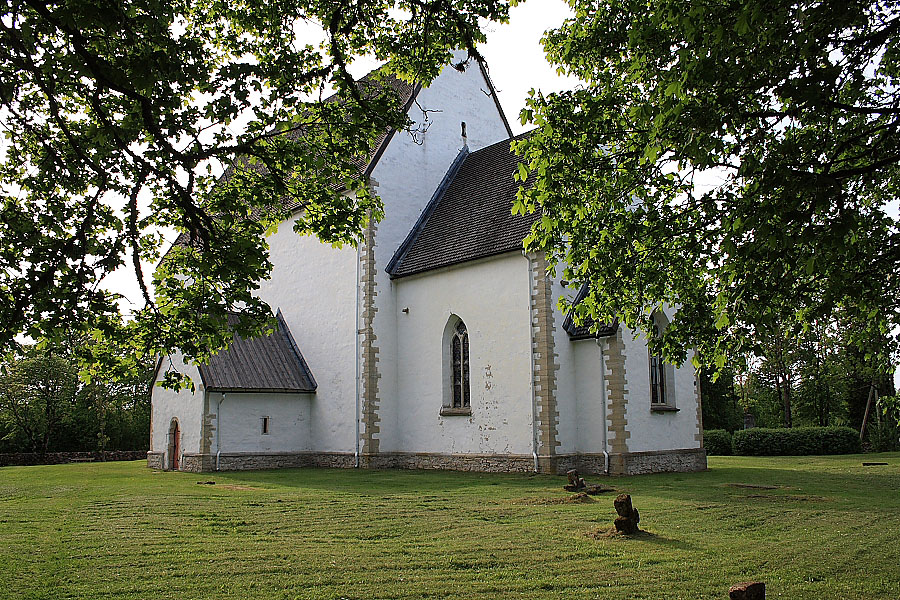
Kerk
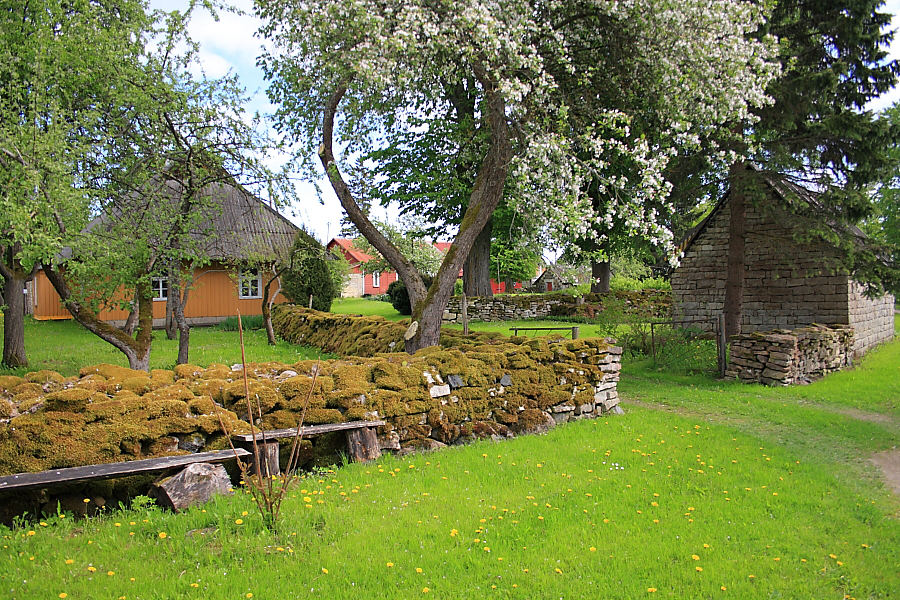
Dorp
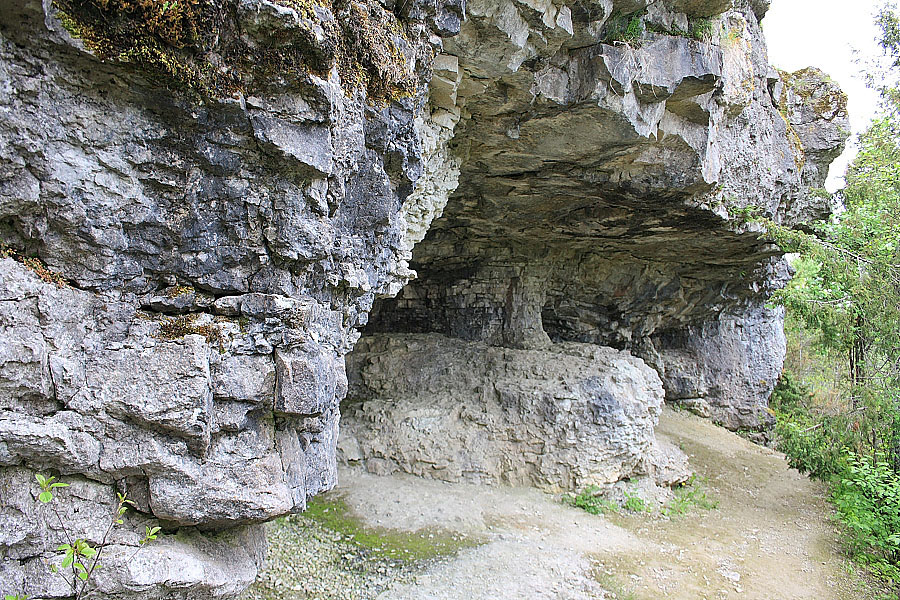
Kalksteenformatie bij Kallaste